# Università statale di Nižnij Novgorod "N. I. Lobačevskij"
L'Università statale di Nižnij Novgorod "N. I. Lobačevskij" (NNGU, in russo Нижегоро́дский госуда́рственный университе́т и́мени Н. И. Лобаче́вского?, Nižegorodskij gosudarstvennyj universitet imeni N. I. Lobačevskogo) è un ente di istruzione accademica russo situato a Nižnij Novgorod, intitolato a Nikolaj Ivanovič Lobačevskij.
Prima del cambio di nome della città era nota come Università statale di Gor'kij.

## Struttura

### Didattica
- Istituto di biologia e biomedicina
- Istituto di relazioni internazionali e storia del mondo
- Istituto di matematica, tecnologie informatiche e meccanica
- Istituto di economia e imprenditoria
- Istituto di lettere e giornalismo
- Istituto di fisica generale e applicata
- Istituto di istruzione militare
- Istituto post laurea e dottorati
- Istituto di istruzione aperta
- Istituto di riabilitazione e salute umana
- Facoltà di chimica
- Facoltà di fisica
- Facoltà di radiofisica
- Facoltà di legge
- Facoltà di scienze sociali
- Facoltà di cultura fisica e sport
- Facoltà per gli studenti stranieri
- Facoltà di formazione continua e riqualificazione professionale

### Ricerca
- Istituto di ricerca scientifica di chimica
- Istituto di ricerca scientifica di tecnologie fisiche
- Istituto di ricerca scientifica di meccanica
- Istituto di ricerca scientifica di radiofisica
- Istituto di ricerca scientifica di tecnologie informatiche
- Istituto di ricerca scientifica di neuroscienze